# District de Tsiroanomandidy
Tsiroanomandidy est un district de Madagascar, situé dans la partie ouest de la province d'Antananarivo, dans la région de Bongolava.